# جامعة جنوب روسيا التقنية
جامعة جنوب روسيا التقنية أو جامعة بلاتوف التقنية أو معهد نوفوتشركاسك التقني (بالروسية: Южно-Российский государственный политехнический университет) هي جامعة حكومية روسية تقع في مدينة نوفوتشركاسك التابعة لمقاطعة روستوف في جنوب روسيا.

## التاريخ

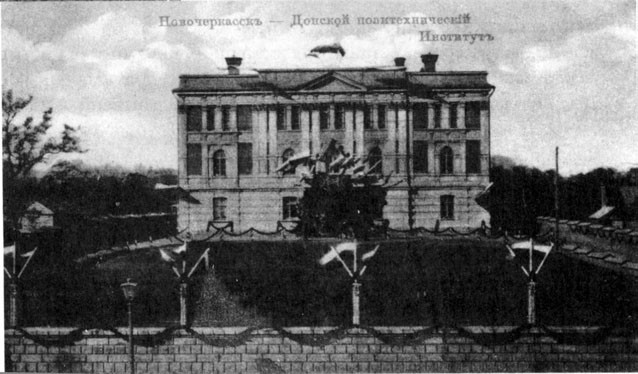
المبنى الأول لمعهد أليكسفيسكي دون التقني، الذي استضاف حفل الافتتاح

عُرفت الجامعة في نشأتها باسم "مؤسسة دون للتعليم العالي"، تأسست المؤسسة على خلفية مطالب السلطات المحلية والجمهور بشكل عام لتشكيل جامعة في مدينة نوفوتشركاسك، والتي بدأت بشكل غير رسمي في حوالي سبعينيات القرن التاسع عشر. وبالتالي، حدثت بعض الاضطرابات الطلابية خلال 1905- 1906. تبع هذا الحدث الموافقة على اللائحة الإمبراطورية لمجلس الوزراء في 2 مارس 1907، وتم إنشاء الجامعة قانونيًا بهدف "الاعتراف بضرورة إنشاء معهد دون في مدينة نوفوتشركاسك". تضمنت الأقسام الأولية بالجامعة تقنيات التعدين وتطوير الأراضي والهندسة الميكانيكية والهندسة الكيميائية.
في 5 أكتوبر 1907 بدأ معهد دون التقني العمل، وقد أصبح أول مؤسسة للتعليم العالي في الجزء الجنوبي من الإمبراطورية الروسية. في ذلك الوقت، لم يكن للمعهد مبنى خاص به، وكان يعمل بشكل جماعي في سبعة مبانٍ متقاربة المواقع.
في عام 1909 أعيد تسمية المعهد باسم ألكيسي بيتروفيتش، وبدأ يُعرف بمعهد أليكسفيسكي دون التقني.
في 9 أكتوبر 1911 بدأ تشييد المباني الخاصة بالجامعة والتي صممها برونيسلاف روجيسكي. تضمن مشروع البناء المبنى الرئيسي وقسم الروبوت (الاسم الحديث) وقسم الكيمياء وقسم التعدين وتم الانتهاء منه أخيرًا في عام 1930.

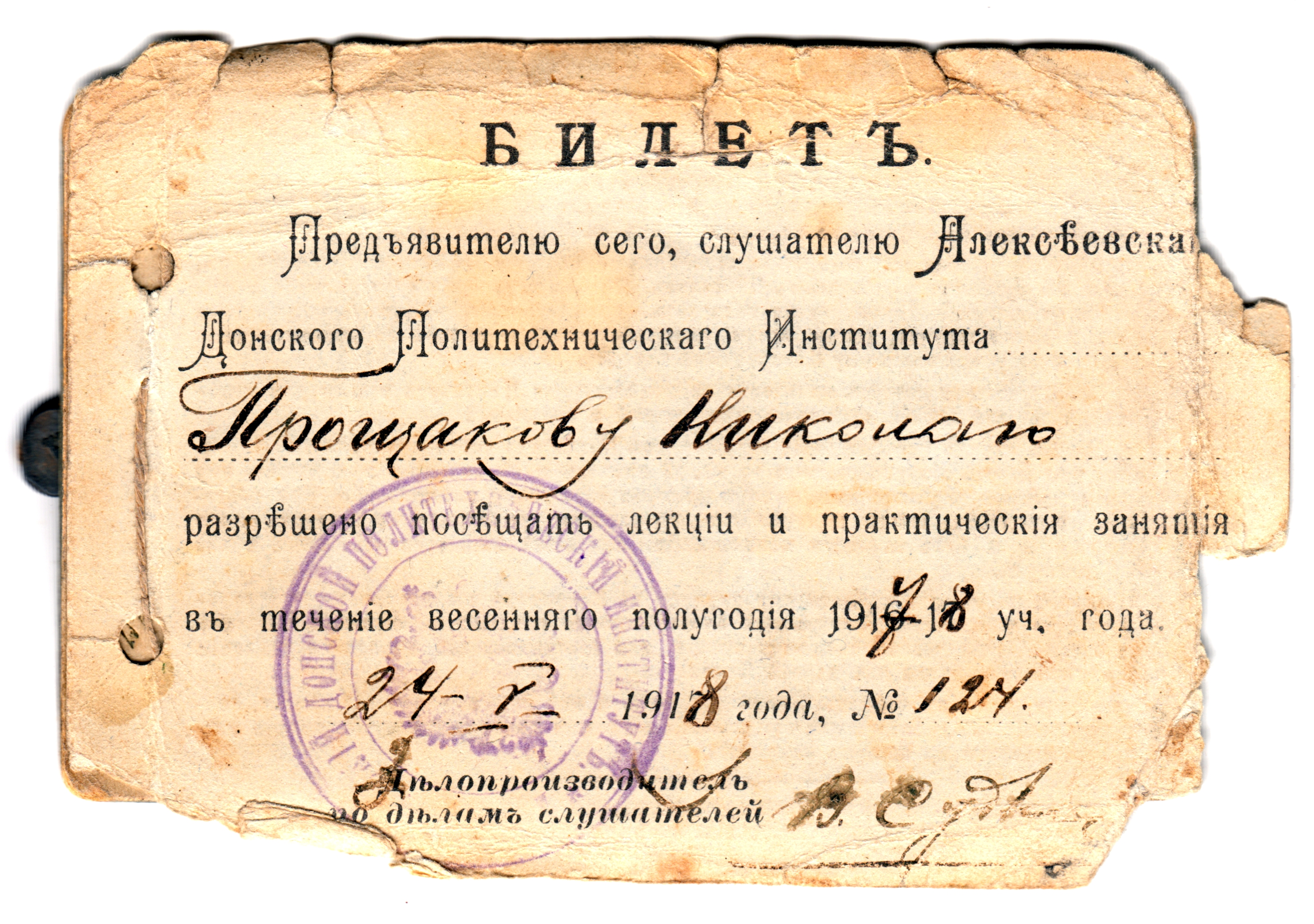
بطاقة طالب عام 1918

### بعد 1917
خلال الفترة من 1918 إلى 1920 أعيد تسمية المعهد باسم أليكسي كالدين. ثم تمت إعادة تسميتها مرة أخرى باسم دونسكوي للبوليتكنيك. في أبريل 1930، تم تقسيم معهد دون بوليتكنيك إلى عدة مؤسسات تعليمية فنية عليا مستقلة تضمنت:
- الطاقة.
- التقنيات الكيميائية.
- الاستكشاف الجيولوجي.
- الهندسة المدنية.
- هندسة الطيران.
- هندسة التعدين.
- الهندسة الزراعية.

في 21 مارس 1933، بأمر من مفوض الشعب للصناعات الثقيلة آنذاك سيرغي أوردجونيكيدزه، تم دمج معهد الاستكشاف الجيولوجي ومعهد التكنولوجيا الكيميائية ومعهد الطاقة. نتيجة لهذا الاندماج، تم تشكيل معهد شمال القوقاز الصناعي، والذي أعيدت تسميته في عام 1934 باسم معهد نوفوتشركاسك الصناعي، الذي سمي على اسم أوردزونيكيدزه.

مباني الجامعة في ثلاثينيات القرن العشرين
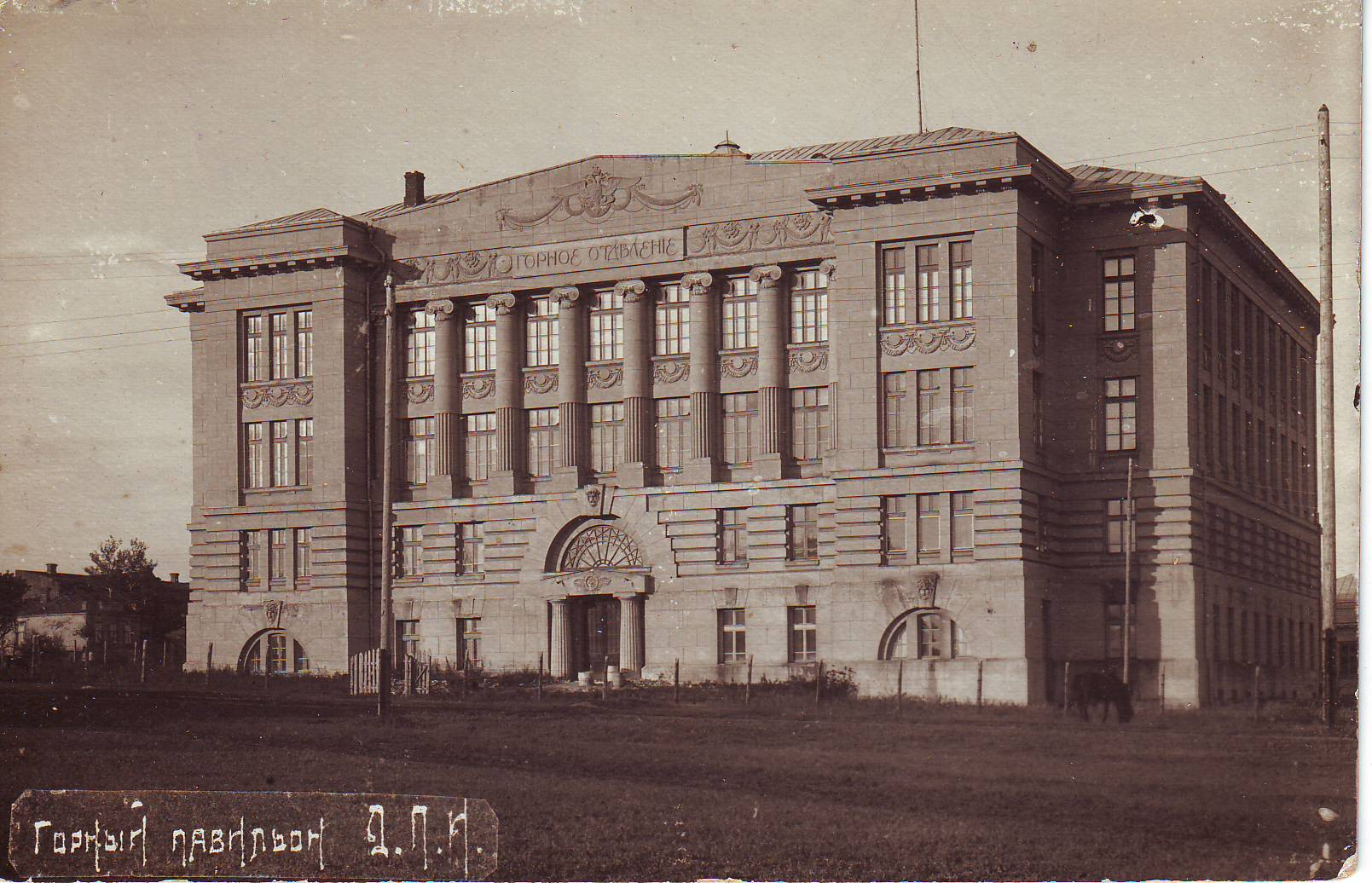
المبنى الرئيسي
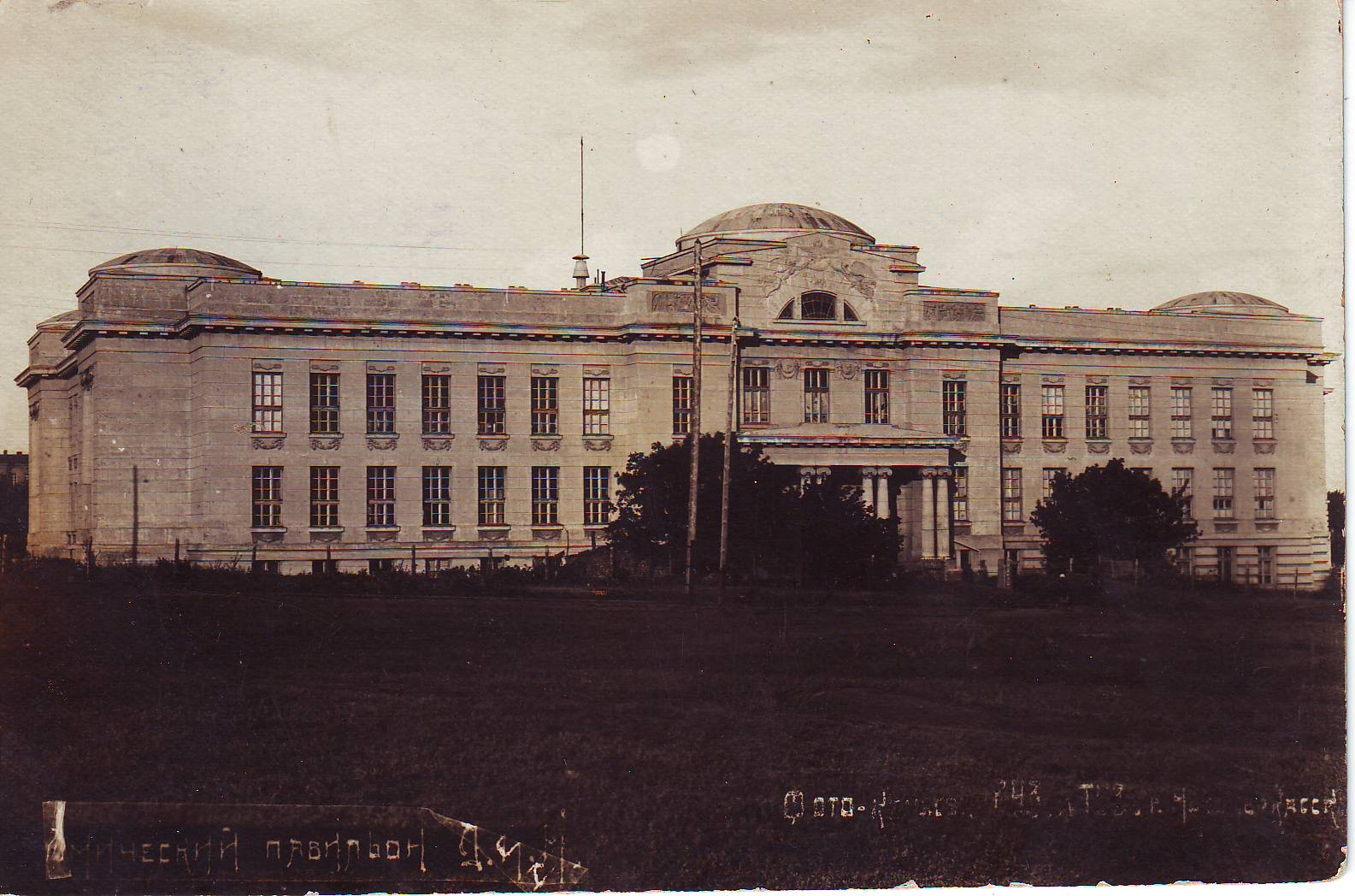
قسم الكيمياء
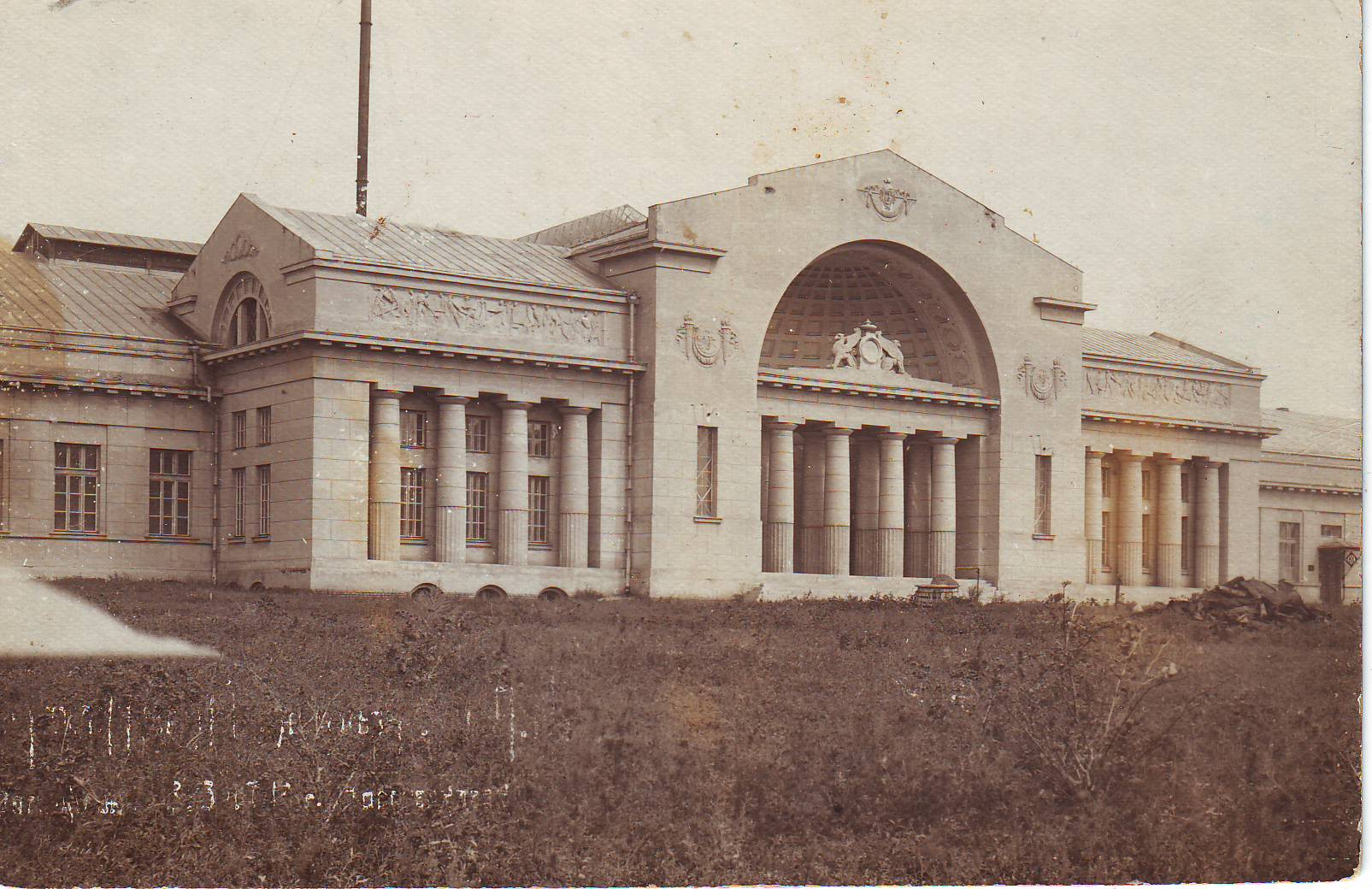
قسم الطاقة

## وصف الجامعة

### الأقسام الأكاديمية في الجامعة
- 10 كليات (بما في ذلك كلية التعلم عن بعد المفتوح).
- 4 معاهد.
- 2 من الفروع وتعتبر كمعاهد.
- قسم واحد.
- مركز إقليمي مشترك بين القطاعات للتدريب المتقدم وإعادة التدريب المهني للمتخصصين.
- 12 مركزًا بحثيًا.
- 7 مؤسسات بحث وانتاج.
- مؤسسات النشر والإدارات الأخرى التي تدعم أنشطة الجامعة.

وتوظف الجامعة 3919 موظف، منهم 2054 أعضاء هيئة تدريس. يدرس 22,000 طالب في كلياتها وفروعها، منهم أكثر من 15,000 طالب بدوام كامل، وحوالي 4,000 طالب بدوام جزئي، وحوالي 2,000 طالب غير متفرغ. كما يخضع أكثر من 1000 طالب لإعادة التدريب كل عام.
تضم الجامعة أكبر مكتبة علمية وتقنية جامعية في جنوب روسيا. تحتوي أروقة المكتبة على أكثر من 3 ملايين مطبوعة.

### المنشورات
- "موظفو الصناعة": صحيفة واسعة الانتشار تابعة لـ YRSPU (NPI)، نُشرت منذ ديسمبر 1929.
- المجلة العلمية والتقنية متخصصة في أخبار مؤسسات التعليم العالي والكهروميكانيكا، نُشرت منذ يناير 1958.

### موظفي الجامعة
- 255 دكتور وبرفسور في العلوم.
- 1058 دكتورًا وأستاذ مشارك.
- 13 مكرم فخري في العلوم والتكنولوجيا.
- 2 مكرمان فخريان في مجال الثقافة.
- 9 مكرمين فخري في الدراسات العليا.
- 109 من الأكاديميين في الصناعة والأكاديميات العامة.
- 1 عضو مراسل في الاكادمية الروسية للعلوم

### أبنية الجامعة
يضم حرم جامعة جنوب روسيا الحكومية التقنية ما يلي:
- المبنى الرئيسي.
- مبنى هندسة الروبوتات.
- مبنى الكيمياء.
- مبنى هندسة التربة و المعادن.
- مبنى الطاقة.
- مبنى المختبرات.
- مبنى المكتبة التعليمية (صالة الحفلات الموسيقية).
- المرافق الرياضية (ملعب، حمام سباحة، ملعب تنس، صالة للألعاب الرياضية، ساحة لألعاب القوى).

في القرن الحادي والعشرين، عند المدخل الأيمن للجامعة، تم بناء نقطة تفتيش ومصلى كنسي تكريمًا لراعية جميع الطلاب وسمي الشهيد العظيم تاتيانا.

### نشيد الجامعة
يعتبر شعر فلاديمير أبراموفيتش شوارتز، عضو المجموعة الأدبية بالجامعة، خريج معهد NPI عام 1964 - "أحبك NPI" بمثابة نشيد الجامعة.